# Basin (Wyoming)
Basin város az USA Wyoming államában, Big Horn megyében, melynek megyeszékhelye is. Lakosainak száma 1288 fő (2020. április 1.).

## Népesség
A település népességének változása:

| 2010 | 1 285 |
| 2020 | 1 288 |